# Ngân hàng địa ốc Đông Dương
Ngân hàng địa ốc Đông Dương là ngân hàng tín dụng chuyên cung cấp vốn cho người Pháp ở Đông Dương. Ngân hàng địa ốc Đông Dương thành lập 1923 có trụ sở ở Paris, có chi nhánh tại Hà Nội, Hải Phòng và Sài Gòn. Vốn lúc đầu là 6 triệu franc, năm 1937 lên đến 132,5 triệu. Lãi năm 1937 là 1,097 triệu franc, năm 1938 là 7,81 triệu franc.